# Tautersheep
Tautersheep là một giống cừu tuyệt chủng của đảo Tautra ở Frosta, Na Uy. Đó là một con cừu với len mịn giống như cừu Merino Tây Ban Nha. Nguồn gốc của giống cừu này còn đang tranh cãi, nhưng có thể có thể là con cừu Merino mang đến tu viện Tautra vài trăm năm trước và sau đó lai tạo với cừu Bắc Âu cũ. Những người khác đã tuyên bố rằng nguồn gốc là cừu Ryeland của Anh, cho thấy cừu Tautersheep là một chủng tộc trẻ hơn rất nhiều.
Lông cừu tốt làm cho Tautersheep đã rất phổ biến và vào cuối thế kỷ XIX nó đã khá nổi tiếng, nhưng có vấn đề bởi vì lông của nó có xu hướng phát triển trên đôi mắt của con vật này. Đầu năm 1805 70 Tautersheep đã được xuất khẩu sang Thụy Điển và năm 1884 một số đã được bán cho Đan Mạch và sau đó xuất khẩu sang Quần đảo Faroe. Khả năng sinh sản thấp và cừu có vấn đề với địa hình đá cuội ở Na Uy. Khi giống cừu nước ngoài trở nên phổ biến hơn ở Na Uy vào thế kỷ XX, sự quan tâm đến việc chăn nuôi Tautersheep đã giảm.
Sau Chiến tranh thế giới thứ hai, các cá thể của giống này dần dần phát triển ít hơn và đến năm 1959 chỉ có một nơi nuôi Tautersheep. Sáu cá thể trưởng thành và năm con cừu con là những con duy nhất còn lại. Tổ chức chăn nuôi đã loại bỏ giống cừu này và cừu được quảng cáo, nhưng không có người mua nào xuất hiện. Cuối cùng các con cừu Tautersheep sau đó đã bị giết mổ và giống này đã tuyệt chủng.

## Trong văn học
- Balvoll, Gudmund (2011) Innføring og kommentarar «En god Bonde, Hans Avl og Biærig av Povel Juel med tillegg av Hans Thode. Tronhiem, 1777» Read online[liên kết hỏng]
- Balvoll, Gudmund (2011?) Jordbruket på 1700-talet – teori og praksis: nettbok av Gudmund Balvoll. Read online Lưu trữ ngày 4 tháng 3 năm 2016 tại Wayback Machine
- Borgedal, Paul (1967) «Tautersauen». I: Norges Jordbruk i nyere tid, b. 2, s. 81–84. Oslo, Bøndenes forlag
- Hagerup, Aage (1918) «Sauhold». I: Frosta i gammel og ny tid, s. 275–280. Trondhjem, [s.n.]
- Helland, Amund (utg.) (1898) «Søndre Trondhjems Amt - Den almindelige del og Trondhjem», Norges land og folk, b.16:2, s. 98. Kristiania, Olaf Norli. Read online
- Johnsen, F. Loyt (1941) Om gråsauen i Trøndelag. Hovedoppgave, N.L.H., Institutt for Avls- og Raselære
- Kraft, Jens (1835) Topographisk-statistisk Beskrivelse over Kongeriget Norge, b. 5, s. 39. Christiania Read online
- Nedkvitne, Jon J. (1955) «Or soga om merinosauen i Noreg». Tidsskrift for Det norske Landbruk, årg. 62. nr. 1, s. 20–25
- Sæland, Jon (1944) Sau og saustell, s. 37–38. Eget forlag Read online
- Youatt, William (1837): Sheep, their breeding, management and deceases. Luân Đôn, Baldwin & Cradock. Read online